# Deutscher Allergie- und Asthmabund
Der Deutsche Allergie- und Asthmabund (DAAB) ist ein eingetragener Verein in Deutschland. Er wurde 1897 als Heufieberbund auf Helgoland gegründet. Die Patientenorganisation hat ihren Sitz in Mönchengladbach. Als Interessenverband engagiert er sich gesellschaftspolitisch im Verbraucherschutz.

## Verein
Mitglieder
Der Verein hat rund 18.100 Mitglieder, sowohl Personen als auch Selbsthilfegruppen und Verbraucherverbände. Darunter sind 3.000 Ärzte, Apotheker, Hebammen und Spezialkliniken.
Organisation
Neben der Bundeszentrale in Mönchengladbach gibt es drei Regionalbüros und 120 lokale Gruppen im gesamten Bundesgebiet.
In der Bundeszentrale und in den drei Regionalzentren arbeiten insgesamt 20 hauptamtliche Fachkräfte, darunter Ernährungswissenschaftler, Pädagogen, Chemiker und Biologen sowie Asthma-, Neurodermitis- und Anaphylaxietrainer.
Aktivitäten
Jährlich beantworten die Beratungsstellen des Vereins über 50.000 Anfragen. Die Beratung setzt nach der ärztlichen Diagnose ein. Primär steht der Alltag des Einzelnen im Vordergrund. Erfahrungen mit Medikamenten und Produkten fließen ebenfalls in die Datensammlung des Vereins ein. Unterstützt wird dieser dabei durch Ärzte und Wissenschaftler unterschiedlicher Disziplinen.
Dialog mit Unternehmen
In Initiativen zur Neuentwicklung von Produkten ohne Duft- und Farbstoffe sowie Konservierungsmittel sucht der Verein den Dialog mit Unternehmen im Vorfeld der Entwicklung von Produkten,
die frei sind von Duft-, Farb- und Konservierungsstoffen. Auch gehört hierzu die Testung von Allergiker-Produkten, um die Sinnhaftigkeit solcher Angebote zu validieren.
Der Verein testet vorausgewählte und geeignete Produkte im Rahmen von Anwendertestungen und vergibt ein eigenes Logo.
Netzwerk allergologischer Ernährungsfachkräfte
Der Verein hat im Jahr 2000 das Netzwerk allergologischer Ernährungsfachkräfte ins Leben gerufen. Entsprechende Fachkräfte können diesem Netzwerk beitreten und zusätzlich das Zertifikat „Ernährungsfachkraft Allergologie DAAB“ erwerben.
Der Verein bietet jährlich Fortbildungen für Ernährungsfachkräfte deutschlandweit zu unterschiedlichen Themen der Nahrungsmittel-Unverträglichkeiten an.
Allergiemobil
Seit 1997 betreibt der Verein ein „Allergiemobil“, das an jährlich an rund 150 Standorten eingesetzt wird. Im Allergiemobil werden Beratungen durch wissenschaftliche DAAB-Fachkräfte zu den entsprechenden Themen durchgeführt, es wird Krankheitsbilder, Diagnostik, Therapie und Medikation informiert. Zu den „Alltagstipps“ gehören Hinweise zur Allergenvermeidung und die Vermittlung ortsnaher Schulungen und Gruppen und Hinweise für den Weg zum Fach-/Arzt bzw. einer Klinik.
In den letzten Jahren suchten in jeweils einer Saison zwischen 65.000 und 80.000 Menschen die Standorte des Allergiemobils auf, um sich zu informieren oder beraten zu lassen. Neben Standorten in Innenstädten finden viele Allergiemobil-Termine auch im Rahmen von Gesundheitstagen in Unternehmen, bei Aktionstagen in Apotheken, Gesundheitsämtern, Krankenkassen, Ärztehäusern, Schulen etc. statt.

## Projekte
Initiative „Kitacheck“
In der Vergangenheit führte der Deutsche Allergie- und Asthmabund (DAAB) unter anderem Studien zum Thema „Feinstaub in Innenräumen“, „Leben mit Anaphylaxie“, „Lebensmittelkennzeichnung“ „Beduftung des öffentlichen Raumes“ (im Auftrag des Umweltbundesamtes) und „Schadstoff- und Allergenbelastung in Kindertagesstätten“ durch.
Initiative „Sichere Lebensmittel“
Der Verein setzt sich bei Handel und Gewerbe und in der Industrie für eine verbesserte Kennzeichnung ein, welche Allergene in einem Lebensmittel enthalten sind.
Gemeinsam mit Hotel- und Gaststättenverbänden erarbeitet der Verein ein Scoutsystem, um bundesweite Informationen über geeignete Restaurants liefern zu können, die auf die Bedürfnisse von Allergiker eingehen.
Der Verein baut ein Warnsystem, über das Verbraucher bei falschen Kennzeichnungen, Rückrufen, versehentlicher Spurenübertragung problematischer Inhaltsstoffe zeitnah per E-Mail benachrichtigt werden. Außerdem recherchiert er u. a. mit Testkäufen, welche Produkte für den Allergiker irreführend deklariert werden.
Für Restaurantbesitzer und Köche bietet der DAAB kostenfreie Restaurantkarten und Ratgeber zu Themen wie „Allergien vermeiden“, u. a. mit Infopaketen für den Notfall beim allergischen Schock.
Initiative „Luft zum Atmen“
Der Verein arbeitet daran, die Ursachen für Asthmaerkrankungen zu reduzieren, indem er Produkt-Testkäufe und die Untersuchung auf Schadstoffe in der Luft finanziert, betroffenen Kindern ein Kur am Meer oder im Hochgebirge ermöglicht und Aufklärungskampagnen durchführt.
Außerdem stellt der Verein Kindergärten, Grundschulen und Klassen der Sekundarstufe I Materialien und Lehrerhandbücher für Projekttage und Unterrichtseinheiten zur Verfügung. Jährlich führt der DAAB an 150 Standorten Lungenfunktionstests durch.
Initiative „Gesunde Haut“
Der Verein testet kosmetische Produkte, Waschmitteln u. ä., mit den die Haut von Verbrauchern in Berührung kommt, auf Inhalte wie Duft-, Farb- und Konservierungsstoffe. Irreführende Kennzeichnungen wie „hypoallergen“ sollen aufgedeckt sowie die Verlässlichkeit der Bezeichnungen „für Allergiker geeignet“ überprüft werden.

## Finanzierung
Der Verein finanziert sich überwiegend aus Mitgliedsbeiträgen und Spenden und ist unabhängig von Pharmaunternehmen und öffentlichen Mitteln. Einige wenige Projekte werden von Krankenkassen bezuschusst.

## Auszeichnungen
- 2005 Förderpreis der Gesellschaft für Pädiatrische Allergologie[7]

## Publikationen
- Allergie konkret – kostenloses Magazin für Mitglieder
- Publikationen zu relevanten Themen, z. B. Ratgeber, Artikel in Fach- und Publikumszeitschriften, Infoblätter und Newsletter